# 망태말뚝버섯
망태말뚝버섯(Phallus indusiatus, bamboo mushrooms, bamboo pith, long net stinkhorn, crinoline stinkhorn, veiled lady)은 말뚝버섯과에 속하는 버섯이다. 전 세계 열대 지역에 고루 분포되어 있고 동아시아, 아프리카, 아메리카, 오스트레일리아에서 볼 수 있으며 비옥한 토양이 있는 삼림지대와 정원에서 자란다.
다 익은 과실체는 최대 높이가 25센티미터에 이른다.